# پالینگ
پالینگ (به آلمانی: Palling) یک شهر در آلمان است که در بایرن واقع شده‌است.

## خصوصیات
پالینگ ۵۳٫۸۳ کیلومترمربع مساحت دارد ۵۳۱ متر بالاتر از سطح دریا واقع شده‌است.